# Halimedaceae
Halimedacées
Famille
Les Halimedaceae (ou Halimedacées) sont une famille d'algues vertes de l'ordre des Bryopsidales. Selon les classifications, elles peuvent être intégrées aux Udoteaceae, sinon elles ne contiennent que le genre Halimeda.

## Étymologie
Le nom vient du genre type Halimeda, dérivé du grec αλιμεδα / alimeda ou ἁλιμέδων / alimedon, « roi de la mer », dont dérive probablement le mot latin halimon, « pourpier de mer ».

## Liste des genres
Selon World Register of Marine Species (14 février 2016) et ITIS (14 février 2016) :
- Halimeda J.V.Lamouroux, 1812